# RTL (Hongarije)

RTL is een Hongaarse televisiezender die in 1997 begon met uitzenden. Tot 22 oktober 2022 heette de zender RTL Klub. Ze is in eigendom van de RTL Group (100%). Het was een van de eerste commerciële televisiezenders in Hongarije. Twee dagen eerder was TV2, de voornaamste concurrent, al begonnen met uitzenden.
Sinds de start van RTL richt zij zich op mensen in de stedelijke gebieden en heeft ze vooral de jongvolwassenen als doelgroep.
Voorbeeld van de concurrentie tussen RTL en TV2 was het tegelijkertijd beginnen met twee realityshows. Terwijl TV2 de rechten wilde kopen van de succesformule Big Brother, ging RTL Klub met een eigen realityserie aan de gang, genaamd Való Világ, wat de 'Echte Wereld' betekent.
Való Világ was drie seizoenen te zien op RTL Klub. Na het derde seizoen werd het programma geannuleerd. Maar recent is RTL Klub weer bezig om het weer op te starten. Dit komt vanwege het succes en sinds het tweede seizoen streefde het programma al de rivaal Big Brother van TV2 voorbij.
Tot najaar 2005 was RTL Klub veruit de meest bekeken televisiezender van Hongarije. Sinds 2006 zendt het programma's uit met een modern tintje en een liberale inslag. Desperate Housewives is een voorbeeld hiervan. RTL Klub zendt de populairste serie van Hongarije uit, Barátok közt (Tussen vrienden). Deze soapserie is vijf dagen per week vanaf 20:50 te volgen.
op 22 oktober 2022 kreeg RTL Klub een nieuwe naam : RTL 

Logo tot 22 oktober 2022